# 22才の別れ
「22才の別れ」（にじゅうにさいのわかれ）は、日本のフォークグループであるかぐや姫の楽曲。作詞と作曲は伊勢正三による。
1975年に、フォークデュオの風が、日本クラウンからシングルとして発売された。

## 背景
元々は「かぐや姫」の伊勢正三が1974年のアルバム『三階建の詩』のために書いた2曲のうちの1曲（もう1曲は「なごり雪」）で、シングルカットの要望が出るなど当初から評価は高かったものの、発表当初はかぐや姫のシングルとしては発売されなかった。
第2期かぐや姫が解散することが決まり、伊勢はフォークデュオの風を結成した。1975年、風のデビューシングルとしてリメイクバージョンが発売された後、かぐや姫バージョンは1984年放送の日本テレビ系列ドラマ『昨日、悲別で』のエンディングテーマに使用されたのをきっかけに、シングルカットされた。ジャケット表面には、雪が降り積もる悲別ロマン座の風景画がレイアウトされている。風の初アルバム『風ファーストアルバム』に「22才の別れ」が収録されていないのは、かぐや姫時代の曲であって風の音楽ということではないため伊勢が断固拒否したのである。
2006年に、この曲をモチーフにした純愛映画『22才の別れ Lycoris 葉見ず花見ず物語』（大林宣彦監督）が制作され、2007年夏に公開された。

## 音楽性
印象的なギターイントロは、編曲を担当した石川鷹彦によるものである。
1978年の「かぐや姫・今日」ツアーではエレクトリックアレンジで演奏された。

## 記録
風のデビューシングルとして発売すると、オリコンチャートでは売上70.8万枚を売り上げ、オリコン年間チャート7位にチャートインした。売上げ71万枚は1978年10月時点のオリコン調べでフォークソングのシングルとして歴代9位の売り上げ71万枚。風のシングルとしては最大のヒット曲となり、累計売上はミリオンセラーに達した。
2005年にNHKが実施した「スキウタ〜紅白みんなでアンケート〜」で白組71位にランクインされた。

## 制作
制作の経緯を伊勢正三自らが語っている。
この2曲は、かぐや姫のアルバム『三階建の詩』（1974年3月）に向けて制作された。1973年秋、当時の伊勢はもうすぐ22才という年齢であった。この時に伊勢はプロとして初めて作詞だけでなく作曲も担当した。伊勢の回想によると、最初に南こうせつらに聞かせた処女作「なごり雪」は思っていたほど褒められなかったということもあり、1日待ってもらい「22才の別れ」を作ったのであった。

## 解釈
1970年代中期の日本は、親が縁談を用意することも珍しくなく、未だ見合い結婚が根強い昭和時代である。10年ほど遡る1965年頃にようやく恋愛結婚の比率が見合い結婚を上回ったところであり、恋愛結婚のテレビドラマが盛んになるのは1980年代頃からである。この歌の頃の22才は当然に結婚を意識する年齢でもあった。5年間恋愛をしていた相手の男は結婚を決めずに優柔不断で、早く結婚という幸せが欲しいこの女は現実を見つめ、共感が得られるストーリーであった。
「鏡に映った」の一連のフレーズは伊勢正三によれば「自分の姿を直接見られるのは自分以外の他人で、自分で自分を見ようとしたら鏡を覗き込むしかない。けれど、そこに映っている自分が果たして他人が見ているような自分と同じ姿形をしているのだろうかっていうことは永遠にわからない。そのあたりの怖さがこの一節からは伝わってはくるはずだ。」、と一応の解答をしているが、伊勢本人にも真の意味はわからないという。

## 収録曲

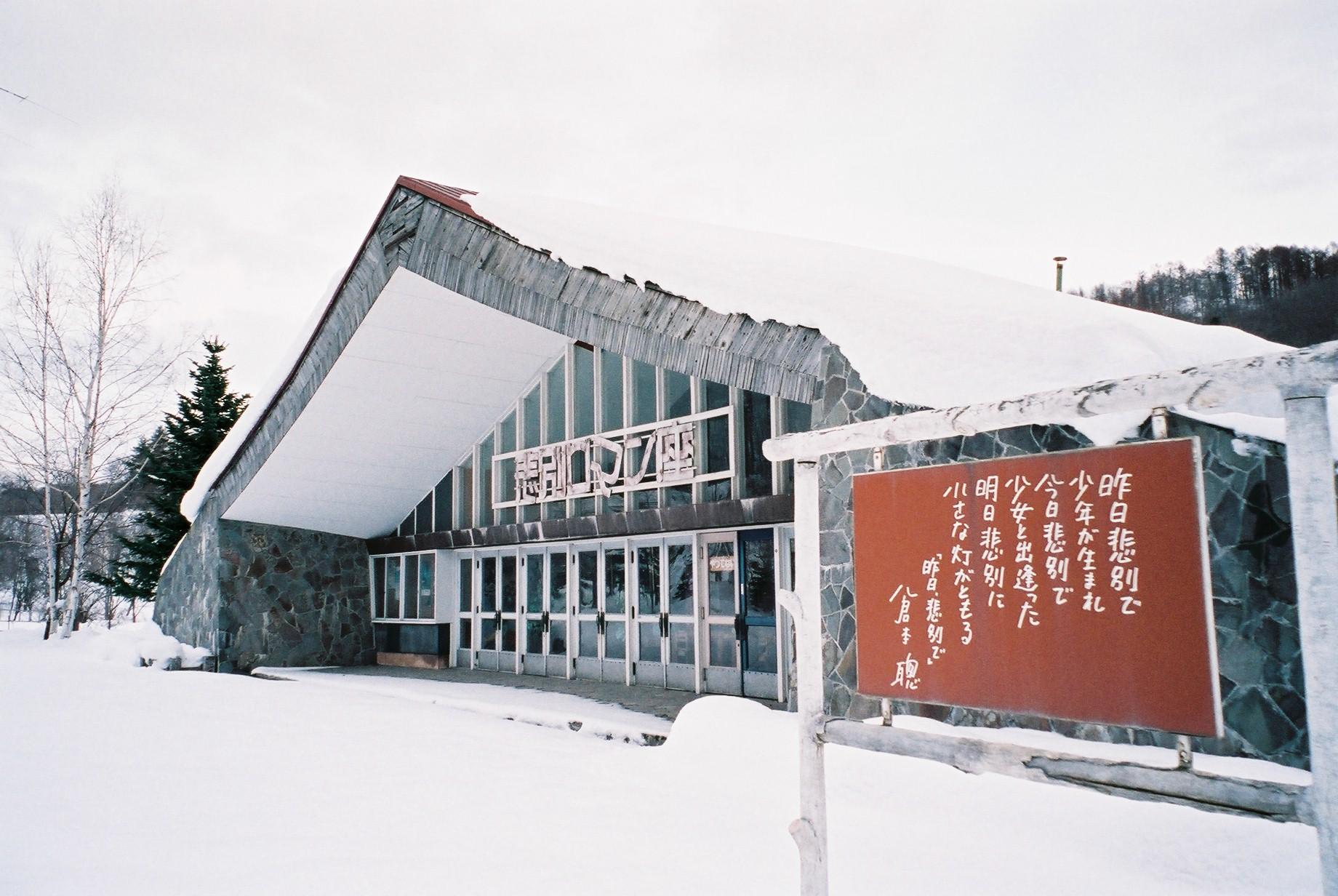
かぐや姫盤のジャケットに描かれた悲別ロマン座（2007年の写真）

### 風盤
| 全編曲: 石川鷹彦。 |                  |            |      |
| #                  | タイトル         | 作詞・作曲 | 時間 |
| 1.                 | 「22才の別れ」   | 伊勢正三   | 3:09 |
| 2.                 | 「約束しようよ」 | 大久保一久 | 2:35 |
| 合計時間:          | 合計時間:        | 合計時間:  | 5:44 |

### かぐや姫盤
| 全作詞・作曲: 伊勢正三、全編曲: 瀬尾一三。 |                |          |            |      |
| #                                          | タイトル       | 作詞     | 作曲・編曲 | 時間 |
| 1.                                         | 「22才の別れ」 | 伊勢正三 | 伊勢正三   | 3:09 |
| 2.                                         | 「湘南 夏」    | 伊勢正三 | 伊勢正三   | 3:40 |
| 合計時間:                                  | 合計時間:      | 6:49     |            |      |

## カバー
| アーティスト                                   | 収録作品                                          | 発売日         | 備考                                 |
| 22才の別れ                                     | 22才の別れ                                        | 22才の別れ     | 22才の別れ                           |
| ---------------------------------------------- | ------------------------------------------------- | -------------- | ------------------------------------ |
| フォーリーブス                                 | 『LOVE FOREVER』                                  | 1978年5月1日   |                                      |
| 高田みづえ                                     | 『あの日に帰りたい』                              | 1983年9月21日  |                                      |
| 森昌子                                         | 『森 昌子 十五周年記念 日本のうた』               | 1986年1月21日  |                                      |
| ダ・カーポ                                     | 『友への贈りもの アコースティック・ファンタジー』 | 1993年4月30日  |                                      |
| 鈴木真仁                                       | 『「いちご白書」をもう一度』                      | 1998年3月21日  |                                      |
| 小柳ルミ子                                     | 『小柳ルミ子 CD-BOX』                             | 2002年5月21日  |                                      |
| 保田圭・矢口真里                               | 『FOLK SONGS 4』                                  | 2003年5月21日  |                                      |
| 辻香織                                         | 『夜明けの一秒前』                                | 2004年5月26日  |                                      |
| 村下孝蔵                                       | 『七夕夜想曲〜村下孝蔵最高選曲集 其の壱』         | 2005年6月22日  |                                      |
| 嘉門達夫                                       | 『言葉のチカラ!』                                 | 2007年4月25日  | 替え歌「22才の元カレ」としてカバー。 |
| トワ・エ・モワ                                 | 『フォーク・ソングス』                            | 2008年6月25日  |                                      |
| 中森明菜                                       | 『フォーク・ソング〜歌姫抒情歌』                  | 2008年12月24日 |                                      |
| 岡平健治                                       | 『I♡GM（アイラブグレイテストミュージック）』      | 2009年5月13日  |                                      |
| 荻野目洋子                                     | 『Songs & Voice』                                 | 2009年11月25日 |                                      |
| ミー・ファースト・アンド・ザ・ギミー・ギミーズ | 「Sing in Japanese」                              | 2011年9月13日  | 日本語のままカバーしている。         |
| やなわらばー                                   | 『泣唄 笑唄』                                     | 2011年11月9日  |                                      |
| 吉幾三                                         | 『あの頃の青春を詩う』                            | 2012年5月23日  |                                      |
| 柴田淳                                         | 『COVER 70's』                                    | 2012年10月31日 |                                      |
| 桑田佳祐                                       | 『昭和八十八年度! 第二回ひとり紅白歌合戦』        | 2014年3月12日  |                                      |
| 川野夏美                                       | 『フォーク・ソングス ～唄い継ぐ、未来へ～ 』      | 2015年7月8日   |                                      |
| 島津亜矢                                       | 『SINGER 5』                                      | 2018年10月17日 |                                      |